# 雷振剑
雷振剑（1981年—），中华人民共和国企业家、乐视体育创始人兼CEO。
毕业于中央民族大学。后进入MySpace聚友网，担任运营副总裁，分管公司运营、产品、BD和监控等部门。2011年2月9日，雷振剑担任乐视网执行总编辑，主要负责影视内容的整体运作。2011年8月，任乐视网副总裁兼总编辑。2014年3月，创办乐视体育并担任CEO。2016年4月，乐视体育完成B轮融资融资80亿元，公司估值215亿元。